# Peter Whitehead
Peter Lorrimer Whitehead (Liverpool, 8 de janeiro de 1937 — Londres, 10 de junho de 2019) foi um cineasta britânico que se fixou melhor na contracultura em Londres e Nova York em meados de 1960.

## Filmes
- 1964 - The Perception of Life
- 1965 - Wholly Communion
- 1966 - Charlie Is My Darling
- 1967 - Pink Floyd London 1966-67
- 1967 - Tonite Let's All Make Love in London
- 1967 - Benefit of the Doubt
- 1969 - The Fall
- 1969 - Tell Me Lies
- 1973 - Daddy
- 1977 - Fire in the Water